# Haka od Oahua
Haka (havajski: Aliʻi Haka; Oahu, Havaji, 14. vek? — Oahu) bio je havajski plemić i veliki poglavica havajskog ostrva Oahua (drevni Havaji). Njegovo ime je pomenuto u drevnim legendama.

## Život
Haka je rođen na ostrvu Oahuu na Havajima, vrlo verovatno u 14. veku. Otac mu je bio poglavica Kapaealakona, koji je vladao Oahuom posle smrti svog oca, poglavice Lakone. Haka, njegov otac i deda bili su članovi dinastije Maveke (Hale o Maweke) te tako tahitskog porekla. Hakina majka bila je velika poglavarka Vehina (Wehina).
Haka je oženio ženu zvanu Kapunavahine (Kapunawahine). Njihov je sin bio princ Kapiko. Žena Kapika bila je Ulakiokalani i su imali tri ćerke, čija su imena:
- Kaauiokalani (Ka’auiokalani)
- Kaulala (Kaʻulala)
- Kamili

Haka je ostrvom zavladao nakon očeve smrti, ali nakon njegove smrti, nije ga nasledio sin (iz nepoznatih razloga), već rođak zvan Mailikakahi, koji je osnovao svoju dinastiju.